# 明圆当代美术馆
明圆当代美术馆位于上海市闸北区永和东路436号。美术馆原址为上海造纸机械厂，乃是在废旧厂房的基础上改建而成。不定期举办现代艺术特展。